# Hamilton County, Indiana
Hamilton County är ett county i delstaten Indiana, USA, med 274 569 invånare. Den administrativa huvudorten (county seat) är Noblesville.

## Geografi
Enligt United States Census Bureau så har countyt en total area på 1 043 km². 1 031 km² av den arean är land och 12 km² är vatten.

### Angränsande countyn
- Tipton County - nord
- Madison County - öst
- Hancock County - sydost
- Marion County - syd
- Boone County - väst
- Clinton County - nordväst